# أشواق (ممثلة)
أشواق (1966 - ) ممثلة إماراتية دخلت المجال الفني عام 2000. بدأت تجربتها مع مسرح رأس الخيمة من خلال مسرحية «غناوي» التي أخرجها الفنان عبد الله صالح. 

## أعمالها

### المسلسلات
- من دفاتر الحياة [2]
- أمواج هادئه
- حاير طاير
- فريج
- أبله نوره
- عام الجمر
- ما أصعب الكلام
- أوراق الحب
- قبل الأوان
- متعب القلب

### المسرحيات
- غناوي بن سيف
- بعدكم ماشفتوا شي
- حطبة التوبة
- آه قلبي
- سفر العميان
- سويت لي مشاكل

### الأفلام
- جدران [2]
- هبوب [2]
- عرج الطين
- بنت النوخذة